# Luya Viejo (distrito)
Luya Viejo é um distrito peruano localizado na Província de Luya, departamento Amazonas. Sua capital é a cidade de Luya Viejo.

## Transporte
O distrito de Luya Viejo não é servido pelo sistema de estradas terrestres do Peru.